# Hrabrovo, Dobrici
Hrabrovo (în bulgară Храброво, în română Hamzalar) este un sat în comuna Balcik, regiunea Dobrici, Dobrogea de Sud, Bulgaria. 
Între anii 1913-1940 a făcut parte din plasa Balcic a județului Caliacra, România. Majoritatea locuitorilor erau români.

## Demografie
Componența etnică a satului Hrabrovo
     Turci (18,42%)
     Bulgari (77,63%)
     Nicio identificare (3,94%)
     Altele (0%)
La recensământul din 2011, populația satului Hrabrovo era de 76 locuitori. Din punct de vedere etnic, majoritatea locuitorilor (77,63%) erau bulgari, cu o minoritate de turci (18,42%). Pentru 3,94% din locuitori nu este cunoscută apartenența etnică.